# هيرمان والدمان
هيرمان والدمان (بالإنجليزية: Herman Waldmann)‏ هو باحث بريطاني، ولد في 27 فبراير 1945.